# NGC 6104
NGC 6104 is een balkspiraalstelsel in het sterrenbeeld Noorderkroon. Het hemelobject werd op 16 mei 1787 ontdekt door de Britse astronoom William Herschel.

## Synoniemen
- UGC 10309
- MCG 6-36-11
- ZWG 196.20
- IRAS16146+3549
- PGC 57684